# Vällingby (Stockholms tunnelbana)
Vällingby ist eine oberirdische Station der Stockholmer U-Bahn unterhalb der Satellitenstadt Vällingby Centrum. Sie befindet sich im Stadtteil Vällingby. Die Station wird von der Gröna linjen des Stockholmer U-Bahn-Systems bedient. Sie gehört zu den viel frequentierten Stationen des U-Bahn-Netzes. An einem normalen Werktag steigen 12.250 Pendler hier zu.
Die Station wurde am 26. Oktober 1952 in Betrieb genommen als der U-Bahn-Abschnitt Hötorget–Vällingby eingeweiht wurde und war bis zum 1. November 1956 die Endstation der Linie T19. Diese wurde 1956 bis zur Station Hässelby gård verlängert. Die Station verfügt über vier Gleise an zwei Bahnsteige, an den Bahnsteigen halten jeweils die Züge in nur eine Richtung. Bei der Station handelt es sich nicht direkt um einen oberirdische Station, da sie teilweise im Tunnel liegt. Der Tunnel führt unterhalb des Vällingby-Centrum hindurch und kommt nach ca. 200 m wieder ans Licht. Die Station liegt zwischen den Stationen Råcksta und Johannelund. Bis zum Stockholmer Hauptbahnhof sind es etwa elf Kilometer.

## Reisezeit
| Linie | bis Station     | Reisezeit | bis Station                                  | Reisezeit                         |
| T19   | Hässelby strand | 5 min     | Åkeshov Alvik T-Centralen Gamla stan Slussen | 8 min 15 min 28 min 29 min 31 min |
| T19   | Hagsätra        | 51 min    | Åkeshov Alvik T-Centralen Gamla stan Slussen | 8 min 15 min 28 min 29 min 31 min |